# Non mandarmi fiori!
Non mandarmi fiori! (Send Me No Flowers) è un film del 1964, diretto da Norman Jewison, basato sulla commedia teatrale di Norman Barasch e Carroll Moore, che era già in scena a Broadway nel 1960. Il brano dei titoli d'apertura è stato scritto da Hal David e Burt Bacharach.

## Trama
George Kimball è un ipocondriaco cronico, continuamente tormentato da brutti sogni sulla propria salute, e schiavo di pillole e medicinali che assume quotidianamente. Quando sperimenta allarmanti dolori al petto, George si reca dal proprio medico curante per un controllo: dopo una sommaria visita, ascoltando non visto il Dr. Morrisey mentre al telefono discute con un cardiologo la diagnosi di un malato terminale che ha solo due settimane di vita, George si convince che si stia parlando proprio di lui e rimane sconvolto. Sul treno che lo riporta a casa, discute col suo amico Arnold della questione e decide di non rivelare nulla a sua moglie Judy, per non allarmarla.
George inizia a pianificare i dettagli del proprio funerale. Visita quindi l'agenzia di pompe funebri gestita da Mr. Akins, per acquistare un terreno destinato alla propria sepoltura. Preoccupato per il futuro della moglie, George si mette quindi in testa di dover cercare un nuovo marito per Judy, che si prenda cura di lei quando egli morirà. Arnold lo aiuta in tale compito, ma la situazione assume connotati grotteschi quando, per un equivoco, Judy si convince che il comportamento strano di George sia legato al tentativo di mascherare un tradimento con Linda Bullard, la moglie di un loro conoscente. Judy diventa furiosa quando, a seguito di una innocente discussione, Linda ringrazia George con un bacio sulla guancia. Nel tentativo di giustificarsi con Judy, George le rivela finalmente quella che crede la verità, ovvero che sta per morire.
Sconvolta dalla rivelazione, il giorno seguente Judy incontra il dottor Morrissey, il quale le conferma che in realtà George è in perfette condizioni di salute. Judy crede dunque che l'espediente della malattia sia legato ancora al tradimento coniugale e chiude il marito fuori di casa. Il giorno dopo la donna acquista un biglietto ferroviario e si accinge a partire, mentre George continua a provare a convincerla della propria innocenza. Rientrata in casa per prendere le sue borse, Judy incontra il signor Akins, gestore dell'impresa di pompe funebri, venuto a casa sua per consegnare i contratti con cui George ha disposto le modalità della propria sepoltura. Grazie a questo evento Judy capisce che George le ha detto la verità e lo perdona.

## Incassi
Il film ha incassato 9129247 $ negli Stati Uniti d'America (Per Nash Information Services, LLC).